# Adriaan Valckenier
Adriaan Valckenier (Amsterdam, 6 juni 1695 - Batavia, 20 juni 1751) was gouverneur-generaal van de Vereenigde Oostindische Compagnie in Batavia van 3 mei 1737 tot 6 november 1741. Tijdens het bestuur van Adriaan Valckenier vond de beruchte moord op naar schatting 5000 tot 10.000 Chinezen in Batavia plaats.

## Biografie
Valckenier stamde uit het Amsterdamse patriciërgeslacht Valckenier. Zijn vader Pieter Ranst Valckenier was schepen en secretaris van Amsterdam, en bewindhebber van de VOC-kamer te Amsterdam. Zijn grootvader was Gillis Valckenier. Zijn moeder was Eva Suzanne Pellicorne; haar moeder heette Clara Valckenier, de zuster van Gillis Valckenier.
Adriaan vertrok op 22 oktober 1714 aan boord van de Linschoten als onderkoopman naar Indië en kwam op 21 juni 1715 te Batavia aan. De tien volgende jaren schoot zijn carrière niet op. Nadat hij echter op 1 maart 1725 in het huwelijk was getreden met Johanna Elisabeth Tolling, dochter van de raad van Indië Mr. Laurens Tolling, kwam in zijn sociale positie snel verbetering. Na Johanna's dood in maart 1729 hertrouwde hij in april 1730 met Susanna Christina Massis.
In 1726 werd hij koopman en opperkoopman; in 1727 boekhouder-generaal van Nederlands-Indië; in 1730 werd hij benoemd tot Raad extraordinair, in 1733 tot Raad ordinair en in 1736 tot Eerste Raad en directeur-generaal. Na de dood van gouverneur-generaal Dirk van Cloon werd niet hij maar de 64-jarige Abraham Patras gekozen als diens opvolger. De raadsleden Van Imhoff, Van Schinne en De Haese hadden om Valckenier dwars te zitten afgesproken op Patras te stemmen. Uiteindelijk werd Valckenier na het overlijden van Patras door de Raad alsnog tot gouverneur-generaal verkozen. Hij begon in die functie op 3 mei 1737.
Ook op het gebied van de koffiehandel maakte Valckenier grote blunders. Hij vreesde overproductie van koffie. Besloten werd om ongeveer de helft van de koffieaanplant te vernietigen. In Europa groeide de vraag naar koffie echter sterk. Valckenier kon, evenals zijn voorganger Mattheus de Haan tien jaar eerder, niet aan de vraag voldoen. Toen in 1739 te veel suiker en te weinig koffie werd verzonden vanuit Batavia besloten de Heren XVII de tekorten (ca ƒ 168 000) te verhalen op de directeur-generaal Joan Paul Schaghen en Adriaan Valckenier.

### Moord op Chinezen

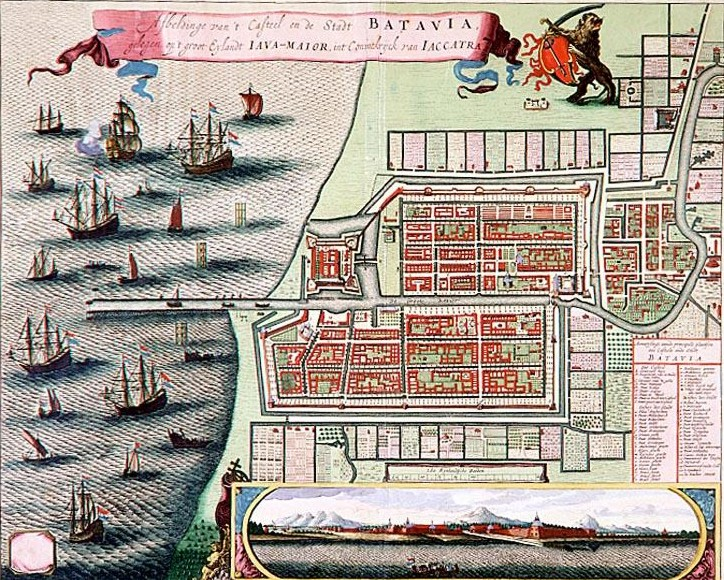
Batavia rond 1652 met de wijken van de Chinezen rondom de stad

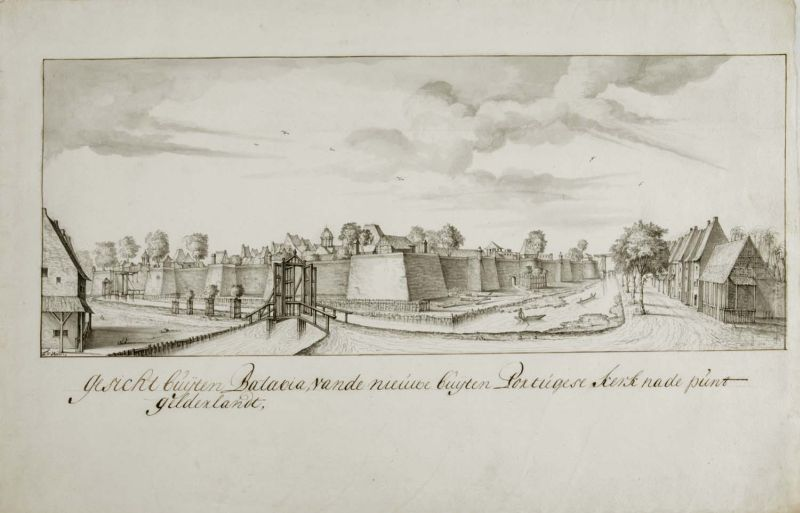
De stadsmuren van Batavia met de Buiten Portugese kerk (1709)

Door maatregelen van gouverneur-generaal Hendrick Zwaardecroon was een stroom van Chinezen naar Batavia gelokt. Zij waren werkzaam in de bouw van huizen en stadsmuren van Batavia en op de suikerplantages buiten de stad. Vanaf 1725 liep de export van suiker echter terug. Voor een groot deel van de Chinese bevolking was er niet voldoende werk en men zag zich langzamerhand gedwongen de voortdurende toestroom te keren en zich van de overtollige elementen te ontdoen. Van Imhoff stelde voor een deel van de Chinezen naar Ceylon te deporteren. Onder de Chinezen ging het gerucht dat ze onderweg in zee zouden worden geworpen.
Onder Dirck van Cloon werd ter bescherming van de lucratieve suikerindustrie, door de Hoge Regering in Batavia massief suiker ingekocht en binnen Azië verhandeld: een groot deel van de aldus verhandelde suiker kwam via tussenpersonen alsnog op de Nederlandse markt terecht, dit tot groot ongenoegen van de Heren XVII. Verscherpte maatregelen tegen deze sluikhandel leidden uiteindelijk tot de ineenstorting van de suikerhandel in Batavia, gedreven door Chinese handelaars, en met als gevolg dat talloze Chinese plantagearbeiders hun werk verloren en in opstand kwamen. Deze ongeregeldheden kunnen als voorspel worden gezien op de Chinezenmoord van 1740.
De maatregelen van de Hoge Regering in Indië gaven aan de haat van de Chinezen, die in die tijd 20%-50% van de bevolking uitmaakten, tegen de Hollanders een nieuwe voedingsbodem. In de nacht van 8 op 9 oktober probeerden zij op verschillende punten in de stad een aanval uit te voeren, die werd afgeslagen. Hoewel de Chinezen binnen de stad zich rustig hielden of massaal de stad uitvluchtten, was de positie van de Hollanders zeer hachelijk. Het fort en de stad waren nauwelijks te verdedigen. Een voorstel van Valckenier op 9 oktober om de "stad van de Chineezen te ruimen” werd door de Raad van Indië verworpen, maar op initiatief van Van Imhoff werd bepaald dat alle huizen van de Chinezen zouden worden onderzocht om alleen tegen de kwaadwilligen de gewenste maatregelen te nemen. Nauwelijks was dit besluit van de regering bekend of waarschijnlijker al gedurende de raadsvergadering begon het "onderzoeken". Dit liep uit in een bloedbad en vuurzee op wel twintig plaatsen dat twee volle dagen (9 en 10 oktober) duurde en waarbij meer dan 8-10.000 Chinezen, mannen, vrouwen en kinderen, ca. 500 gevangenen en 45 zieken omkwamen, terwijl het plunderen, roven en brandstichten door matrozen en de aanvallen van de Chinezen op de stadsmuren nog verscheidene dagen langer aanhield. Op 12 oktober was de brand eindelijk afgelopen.
De rivier Kali Angke heeft volgens sommigen zijn naam te danken aan het feit dat de rivier op 9 oktober helemaal rood was door het bloed van de gedode Chinezen.
Inmiddels raakte de levensmiddelenvoorziening die voor een groot deel in handel was van de Chinezen in de problemen. De prijzen stegen schrikbarend; alles werd twee keer zo duur. Van her en der werd geprobeerd rijst, gereedschappen en hout aan te voeren.
Op 21 oktober werd besloten de afgebrande en verwoeste huizen opnieuw op te bouwen, behalve onder de stadsmuren. In november 1740 hielden zich nog ongeveer 18.000 Chinezen buiten de stad op, bang om terug te keren. Ze hielden dagelijks strooptochten en uitvallen.
De Hoge Regering had onvoldoende maatregelen genomen om het moorden binnen de stad te verhinderen. Zij trad defensief op, in plaats van offensief, zodat een nieuwe aanval van de rebellerende Chinezen zou kunnen worden uitgesloten. De Raad van Indië kreeg intern ruzie over de verantwoordelijkheid.

Deze schanddaad werpt een onuitwisbare vlek op het bestuur van Valckenier, een besluiteloos man en geneigd aan de oppositie tegemoet te komen, die voor de gebeurtenissen verantwoordelijk werd gesteld. Willem van Haren schreef een verontwaardig gedicht over de Bataviaase Furie.

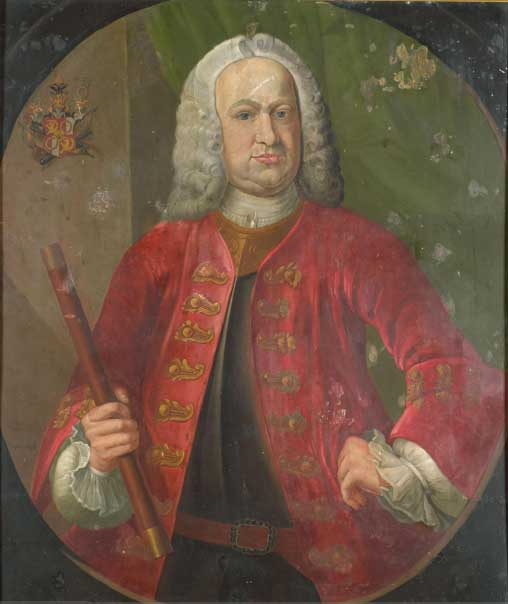
Baron van Imhoff

Maar ook in andere opzichten heeft zijn beheer zich ongunstig gekenmerkt: Valckenier had voortdurend ruzie met leden van de Raad van Indië. Valckenier legde de schuld van de onlusten bij Gustaaf Willem van Imhoff sr. die op zijn beurt Valckenier aanklaagde. Op 6 december 1740 verscheen Valckenier, hersteld van een ziekte (waarvan de Raad gebruik had gemaakt om zich meer en meer gezag aan te matigen) op de vergadering, gevolgd door een detachement soldaten, dat zich in een kring om de Hoge Regering opstelde. Een hooglopende ruzie deed Valckenier besluiten drie leden van de Raad, Van Imhoff, Isaac van Schinne en Elias de Haese, te arresteren en door de gewapende macht te doen wegvoeren. Op 10 januari 1741 werden deze leden door Valckenier, ieder op een afzonderlijk schip, naar Nederland gezonden en bleef hij, voorlopig althans, meester van het hem zo lang betwiste terrein.

### Nawerking
Inmiddels was aan Valckenier door de Heren XVII, op zijn reeds in 1738 gedane aanvraag, op 2 december 1740 eervol ontslag verleend. Hij droeg op 6 november 1741 de landvoogdij over aan Johannes Thedens en vertrok als admiraal van de retourvloot naar Nederland. Toen hij op 25 januari 1742 aan de Kaapkolonie aankwam, werd hij evenwel op last van de Heren XVII gearresteerd en naar Batavia teruggebracht. Toen hij op 12 augustus 1742 daar aankwam werd hij op het kasteel te Batavia gevangengezet. Verschrikkelijk zwaar heeft Valckenier voor zijn willekeurige handelingen moeten boeten, want hij was niet alleen verantwoordelijk voor de gebeurtenissen.
Zijn grootste tegenstander, Van Imhoff, was bij zijn aankomst in Nederland onmiddellijk in eer hersteld, zijn arrest en opzending werden verklaard "te wezen informeel, nul, krachteloos en van geener waarde". Van Imhoff werd tot Valckeniers opvolger benoemd. En bovendien werd het tegen Valckenier ingestelde strafgeding langzaam gevoerd.

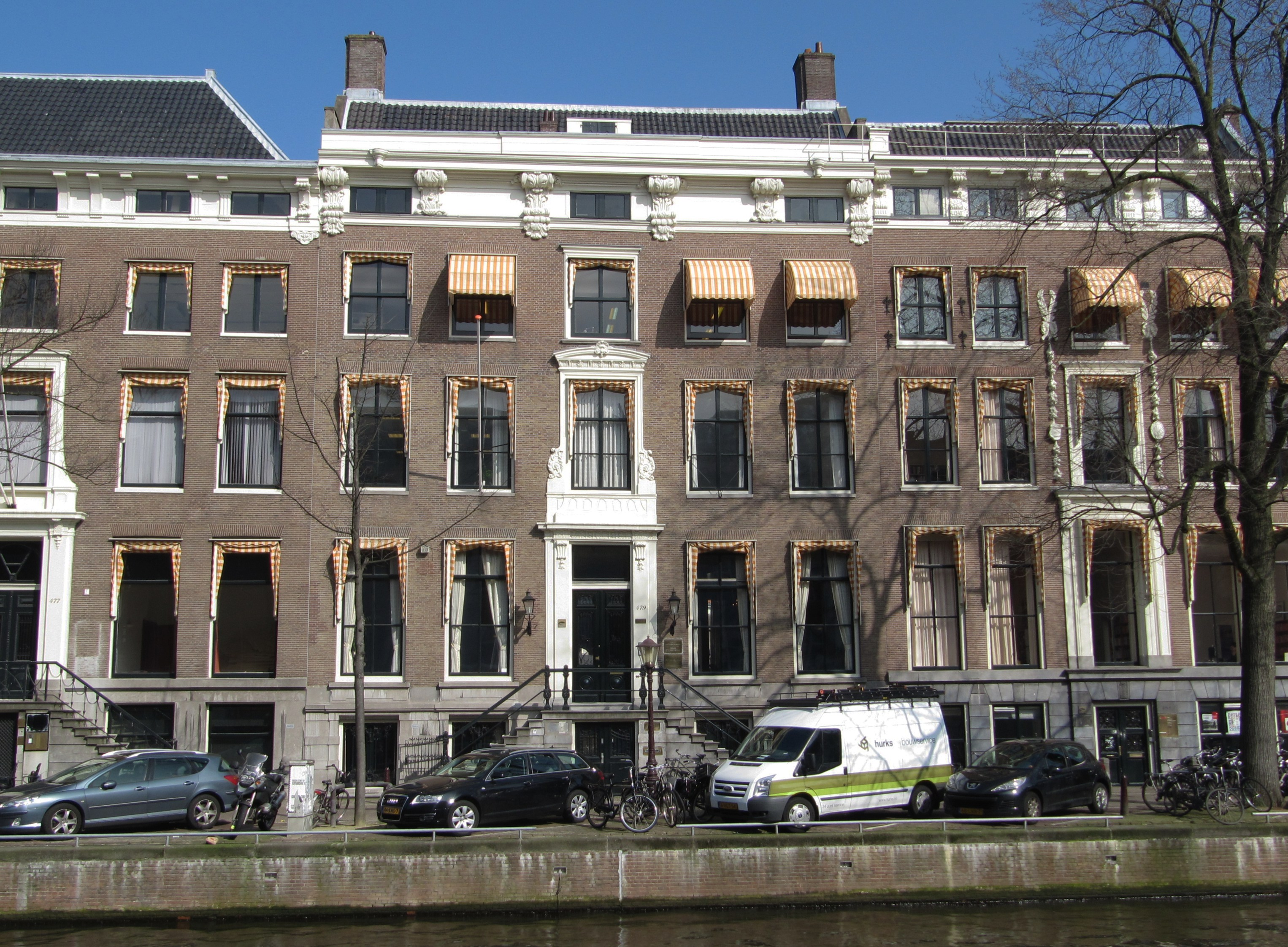
Herengracht 479

Het duurde tot maart 1744 eer de eis volgde: onthalzing en confiscatie van alle bezittingen. Op 15 december was Valckenier gereed met zijn verdediging, die 12 233 artikelen bevatte. Intussen ontstond over de procesvoering onenigheid tussen de Raad van Indië en Justitie; de laatste wilde de beschuldigde inzage geven van verschillende regeringsstukken, wat de eerste weigerde. Bovendien eiste Valckenier stukken uit Nederland op, waardoor het proces hangende bleef. Voor een uitspraak gedaan was, overleed Valckenier in de kerker, waarin hij 9½ jaar preventief had gezeten. Hij werd te Batavia zonder enige plechtigheid begraven.
De civiele procedure kwam in 1760 tot een einde, toen de compagnie een overeenkomst sloot met zijn zoon, die een deel van de nalatenschap accepteerde, inhoudende dat hij van alle pretenties afzag. Adriaan Isaac Valckenier, eveneens schepen, erfde 725 000 gulden uit de boedel van zijn vader. Hij was woonachtig in de Gouden bocht, Herengracht 479, en werd in 1768 krankzinnig verklaard, nadat hij op 14 maart van dat jaar had geprobeerd zijn vrouw te vermoorden met een pistool en de hand aan zichzelf te slaan. Hij overleed in 1785, opgesloten in een buitenhuis aan de Pestsloot.
Gouverneur-generaal van de VOC

Both · 
Gerard Reynst · 
Reael · 
Coen · 
Carpentier · 
Coen · 
Specx · 
Brouwer · 
Van Diemen · 
Van der Lijn · 
Carel Reyniersz · 
Maetsuycker · 
Rijcklof van Goens · 
Speelman · 
Camphuys · 
Van Outhoorn · 
Van Hoorn · 
Van Riebeeck · 
Van Swol · 
Zwaardecroon · 
De Haan · 
Durven · 
Van Cloon · 
Patras · 
Valckenier · 
Thedens · 
Van Imhoff · 
Mossel · 
Van der Parra · 
Van Riemsdijk · 
De Klerk · 
Alting

 

Gouverneur-generaal van staatswege

Van Overstraten · 
Siberg · 
Wiese · 
Daendels · 
(Britse interventie: Raffles en Fendall) · 
Van der Capellen · 
De Kock · 
Du Bus de Gisignies · 
Van den Bosch · 
Baud · 
De Eerens · 
Van Hogendorp · 
Merkus · 
Jan Reijnst · 
Rochussen · 
Duymaer van Twist · 
Pahud · 
Prins · 
Sloet van de Beele · 
Prins · 
Mijer · 
Loudon · 
Van Lansberge · 
s'Jacob · 
Van Rees · 
Pijnacker Hordijk · 
Van der Wijck · 
Rooseboom · 
Van Heutsz · 
Idenburg · 
Van Limburg Stirum · 
Fock · 
De Graeff · 
De Jonge · 
Tjarda van Starkenborgh Stachouwer
- Biografisch Portaal: 02359532
- Digitale Bibliotheek voor de Nederlandse Letteren: valc023
- Gemeinsame Normdatei: 1030173060
- International Standard Name Identifier: 0000 0003 9718 1081
- Nederlandse Thesaurus van Auteursnamen: 070335850
- Virtual International Authority File: 292241856
- WorldCat: E39PBJppBB8WyyvXkjKFVykFKd